# Cromomicosi
La cromomicosi o cromoblastomicosi és una infecció crònica de la pell i del teixit subcutani, que afecta predominantment els membres inferiors, els braços i sobretot els peus. En la majoria dels casos és causada per fongs dematiacis (de pigmentació fosca) i parasitaris dels gèneres Fonsecaea, Phialophora i Cladosporium, endèmics de regions tropicals i subtropicals. La diagnosi de la cromoblastomicosi es basa en l'examen físic, l'estudi anatomopatològic de les lesions, la histopatologia dels teixits afectats i els resultats dels cultius microbiològics.

## Història
La primera descripció pública de la malaltia es remunta al 1914 i va fer-la el metge alemany resident al Brasil Max Rudolph. Un any després es van descriure els clàssics aspectes histològics d'aquesta micosi. Tanmateix, el 1911, Alexandre Pedroso, a Sao Paulo, ja havia observat alguns casos de lesions ulceroses i nodulars a la pell i en el peu i va anomenar aquella afecció «blastomicosi negra», però fins al 1920 no ho va publicar, amb Jose Maria Gomes. El 1915 es descriu, a Boston, un altre cas d'infecció semblant i l'agent causal és una nova espècie de fong del gènere Phialophora. El 1921, es descriu una malaltia similar a Rodèsia (avui dia Zimbàbue) que els nadius anomenaven sundo i que uns anys després l'alemany E. Nauck determina que és una micosi. El terme cromoblastomicosi el van emprar per primer cop Terra et al. el 1922. Es prefereix l'ús del terme cromomicosi sobre cromoblastomicosi perquè els organismes causals no produeixen espores (blastoespores) en la seva fase infectiva.

## Epidemiologia

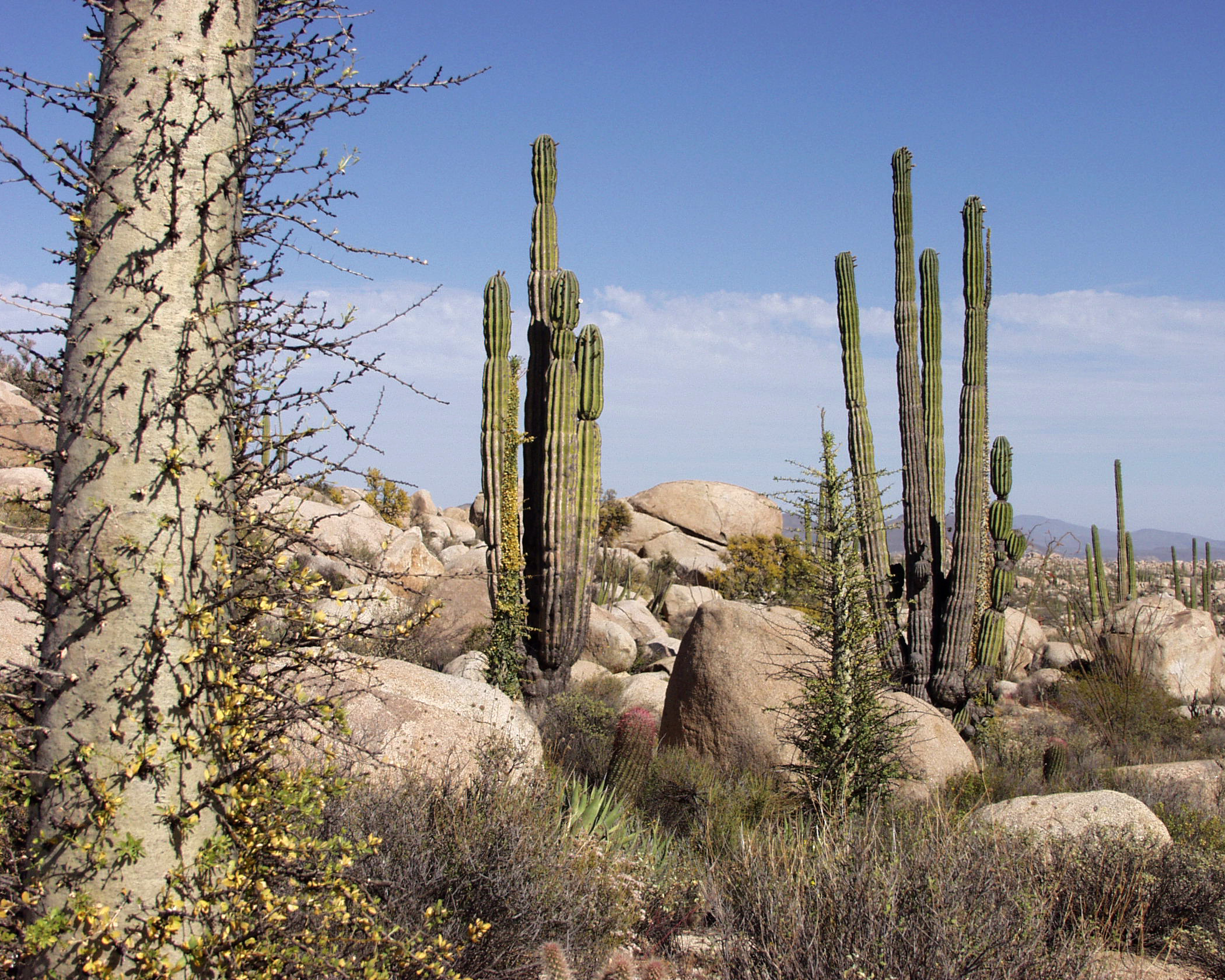
Bosc xerofili, hàbitat del fong responsable de la cromomicosi.

La cromomicosi es troba predominantment en zones tropicals i subtropicals de sòl sec, entre els 30° de latitud Nord i els 30° de latitud Sud, amb temperatures anuals d'entre 25 i 28 °C, poca elevació del terreny (per sota dels 500 metres sobre el nivell del mar) i precipitacions atmosfèriques inferiors als 800 mil·límetres cúbics a l'any. Per això són llocs àrids amb vegetació cactàcia i ecotò espinós (xerofítica), on els habitants, jardiners i treballadors del camp solen caminar sense sabates cobertes. S'ha descrit, excepcionalment, la manipulació professional de fusta exòtica contaminada per Fonsecaea pedrosoi com origen de la malaltia. Es considera una infecció poc freqüent, comuna en adults més grans de vint anys i en menor proporció en dones i nens. Tot i que es detecta a molts països del món, entre ells la República Popular de la Xina, Taiwan, l'Índia, Madagascar, Tunísia, Indonèsia, Tailàndia i els Estats Units, la seva prevalença és considerable a Amèrica del Sud, on existeixen zones altament endèmiques. A Xile, però, aquesta malaltia és força inhabitual. L'OMS la inclou a la llista de malalties tropicals desateses. A Espanya, la incidència d'aquesta malaltia infecciosa és, ara per ara, molt baixa i quasi sempre es diagnostica en persones immunodeprimides. El primer cas autòcton espanyol de cromomicosi va ser publicat l'any 1975.

## Classificació
La cromomicosi té cinc formes clíniques principals: cromomicosi nodular o tumoral, que és la més prevalent i algunes vegades la seva singular aparença pot fer sospitar l'existència d'una neoplàsia cutània; cromomicosi berrugosa, vegetant o papil·lomatosa; cromomicosi elefantiàsica genital per estasi limfàtica; cromomicosi psoriasiforme o en placa, i cromomicosi cicatricial.

## Etiologia
La malaltia s'obté per inoculació (sòl o vegetació) traumàtica del fong a la pell o en capes més profundes. Per això és més freqüent veure les ferides eritematoses inicials a les cames, als genolls, als peus i als braços. Rarament s'observen infeccions en altres àrees del cos, com ara les aixelles el nas, el llavi, la galta o el pavelló auricular. La lesió es desenvolupa localment estenent-se per contigüitat i molt poques vegades per via limfàtica o hematògena causant lesions metastàsiques a distància del lloc d'inoculació.
Les espècies de fongs que més freqüentment causen aquestes infeccions són Fonsecaea pedrosoi, Phialophora verrucosa i Cladosporium carrionii. De vegades altres espècies també poden provocar cromomicosi, com Fonsecaea compacta, Fonsecaea monophora, Fonsecaea nubica, Fonsecaea pugnacius, Rhinocladiella cerphilum, Phialophora richardsiae, Rhinocladiella phaeophora, Rhinocladiella aquaspersa, Rhinocladiella similis, Phoma insulana, Cladosporium langeronii, Exophiala jeanselmei, Exophiala dermatitidis o Exophiala psychrophila. L'espècie Fonsecaea pugnacius té un patró infecciós únic, ja que el seu marcat neurotropisme li permet disseminar-se i arribar al cervell d'individus no immunodeficients a partir d'una cromomicosi cutània crònica. Rhinocladiella tropicalis i Cyphellophora ludoviensis són també uns fongs identificats al Brasil causants de casos de cromoblastomicosi. Ha estat publicat algun cas de cromomicosi per Kirschsteiniothelia spp. (un gènere de fongs de la classe Dothideomycetes) i de cromomicosi per Alternaria infectoria juntament amb miasi, en receptors de trasplantament de ronyó.
Se sap que certes famílies tenen una predisposició genètica a desenvolupar la infecció si són exposades al microorganisme, mentre que d'altres que no tenen aquest factor hereditari s'infecten amb menys freqüència, fins i tot en ser exposats a un igual o major nombre d'inoculacions.
Així com passa amb altres malalties micòtiques, no s'han reportat casos de transmissió d'un humà a un altre. Alguns arbusts, com el cactus al desert, tenen el fong a les seves espines, d'on és més fàcil ser contagiat. S'ha identificat la presència de Fonsecaea pedrosoi en l'escorça dels cocos de la palmera del Brasil amazònic Orbignya phalerata. Ha estat registrada la concurrència en un mateix individu de la malaltia de Jorge Lobo (o lobomicosi: una afecció crònica de la pell endèmica a àmplies zones rurals d'Amèrica Central i del Sud, causada pel fong Lacazia loboi) i cromomicosi.

## Patogènesi

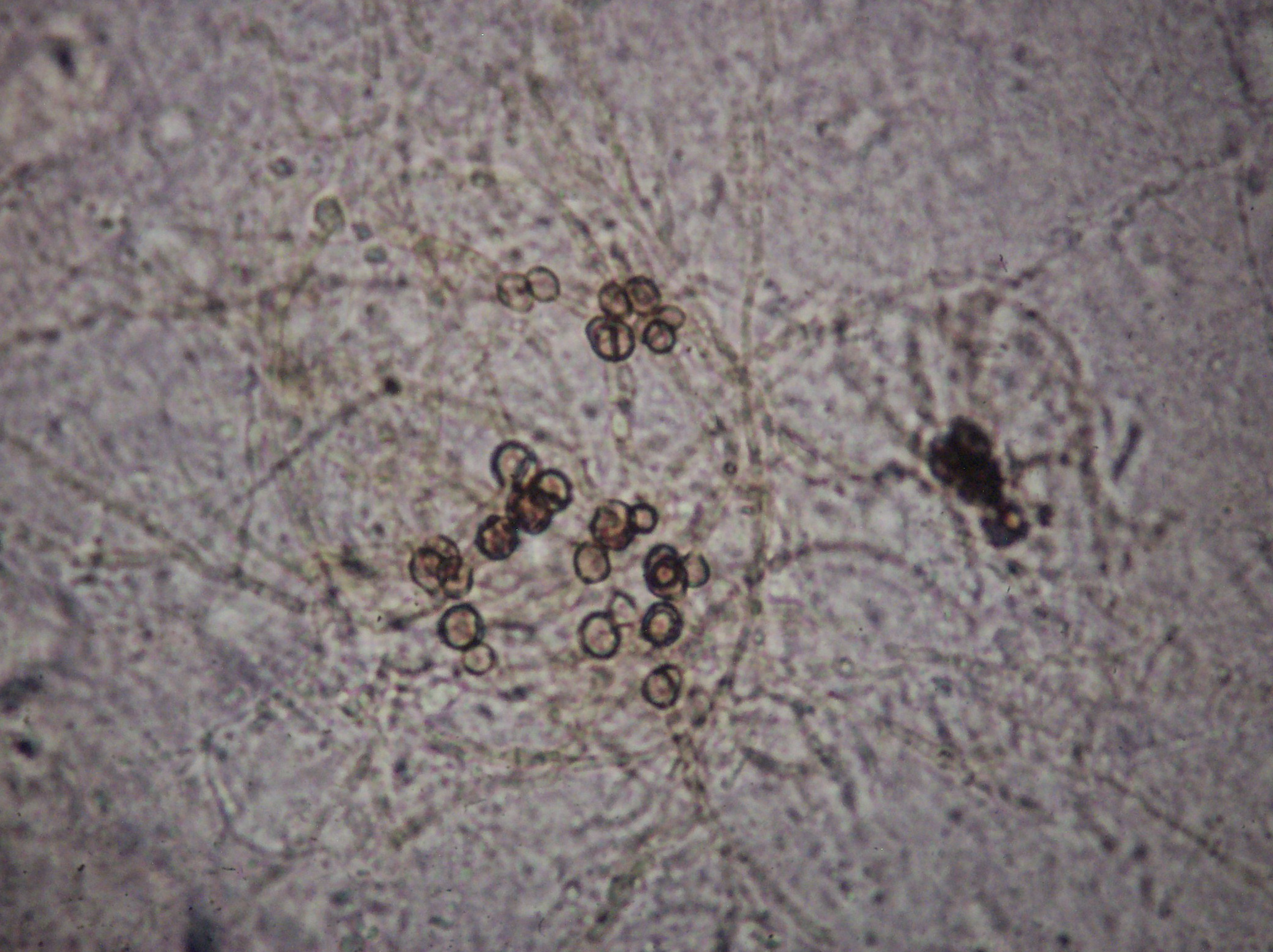
Cossos escleròtics de color fosc, amb hifes al fons, d'un pacient amb cromomicosi per Fonsecaea pedrosoi.

Les lesions es caracteritzen per mostrar nòduls, berrugositats i atròfia cutània d'evolució crònica. Un cop inoculat el fong en el seu estat sapròfit, triga diverses setmanes o alguns mesos a aparèixer en la pell una lesió inicial en forma de placa eritematosa d'expansió centrífuga, asimptomàtica, eventualment molt extensa, i amb presència de cèl·lules muriformes i canvis d'hiperplàsia pseudoepiteliomatosa en la biòpsia, que després es torna berrugosa. Als teixits, el fong parasitari desenvolupa una estructura característica, diagnòstica i patognomònica, que reb diversos noms: cossos de Medlar, cèl·lules muriformes o cossos escleròtics de color fosc i que és una forma d'adaptació per preservar una viabilitat molt prolongada.
La lesió progressa formant un abscés amb teixit granulomatós, de superfície irregular amb hemorràgies diminutes (visibles com punts negres), a vegades ulcerat i no contagiós, molt semblant en alguns casos a les ferides del micetoma, de la tuberculosi cutània berrugosa, de la leishmaniosi o de l'esporotricosi cutània (micosi crònica produïda pel fong Sporothix schenckii). Inusualment, l'aspecte d'una cromomicosi en un trasplantat renal es pot confondre amb el d'un melanoma o el d'una infecció cutània crònica pel micobacteri Mycobacterium marinum en una persona immunocompetent amb una cromomicosi. A mesura que passen els anys, les lesions tenen tendència a la cicatrització, deixant àrees de la pell atrofiades, hipopigmentades i que poden causar deformacions irreversibles i discapacitat. Escasses vegades, una cromomicosi facial greu per Phialophora verrucosa és la causa d'una sinusitis infantil. Infeccions secundàries per bacteris acompanyen sovint la malaltia i s'han descrit casos de coexistència de lepra i cromomicosi. Les cromoblastomicosis de la còrnia, de la cavitat oral o desenvolupades sobre un empeltament de pell són molt infreqüents. En algunes ocasions, les particulars característiques de les lesions cutànies d'una infecció per l'espècie Fonsecaea monophora sòn similars de visu a les del liquen pla.
La pruïja i la intensa sensibilitat a la pressió són els símptomes característics de la cromomicosi. L'autoinoculació dels fongs induïda pel rascat afavoreix que la malaltia tingui una distribució cutània atípica. Ocasionalment, quan el curs d'aquesta infecció micòtica és de llarga durada (entre 20 i 35 anys), pot sorgir un carcinoma de cèl·lules escatoses invasiu o un carcinoma de cèl·lules escatoses sarcomatós sobre alguna de les seves lesions.

## Tractament
El tractament farmacològic de la cromomicosi és difícil degut a la diversa resposta als antifúngics dels fongs causals. Malgrat el tractament, la millora pot trigar setmanes o mesos en fer-se evident i les recurrències de la malaltia no són rares. Unes bones opcions terapèutiques poden ser l'ús combinat de crioteràpia i terbinafina per via oral, de terbinafina oral sola, d'amfotericina B i terbinafina o de itraconazole i terbinafina juntament amb resecció quirúrgica parcial de la lesió cutània i posterior empeltament dèrmic. En determinats casos, és útil l'aplicació tòpica d'imiquimod (un medicament immunomodulador), associar 5-flucitosina (un antimicòtic sintètic derivat de la pirimidina) amb itraconazole o afegir al tractament acitretina oral (un antipsoriàsic) com a fàrmac coadjuvant. Algunes cromomicosis de molt llarga evolució, refractàries a la monoteràpia amb itraconazole (un derivat triazòlic), responen bé al posaconazole i l'imiquimod emprats conjuntament.